# Правители Кара-Коюнлу
На этой странице приведены вожди туркоманской федерации Кара-Коюнлу.
| имя                               | титул              | даты правления       | происхождение          |
| --------------------------------- | ------------------ | -------------------- | ---------------------- |
| Байрам Ходжа-бек                  | бек Кара-Коюнлу    | 1351—1380            |                        |
| Абу Наср Кара Мухаммад-бек        | бек Кара-Коюнлу    | 1380—1389            | сын Байрам Ходжа-бека  |
| Кара Юсуф-хан                     | бек Кара-Коюнлу    | 1389—1410            | сын Кара Мухаммад-бека |
| Кара Юсуф-хан                     | султан Кара-Коюнлу | 1410—1420            | сын Кара Мухаммад-бека |
| 1400—1406 — тимуридская оккупация |                    |                      |                        |
| Искандар-хан                      | султан Кара-Коюнлу | 1420—1429, 1431—1435 | сын Кара Юсуф-хана     |
| Абу Саид-хан                      | султан Кара-Коюнлу | 1429—1431            | сын Кара Юсуф-хана     |
| Музаффар уд-Дин Джаханшах-хан     | султан Кара-Коюнлу | 1435—1467            | сын Кара Юсуф-хана     |
| Хасан Али-хан                     | султан Кара-Коюнлу | 1467—1468            | сын Джаханшах-хана     |

В 1468 году Кара-Коюнлу было окончательно завоевано Ак-Коюнлу и прекратило своё существование.